# いちご物語
『いちご物語』（いちごものがたり）は、大島弓子による日本の漫画作品。『週刊少女コミック』（小学館）1975年3号から33号にかけて連載された。大島弓子の最長の長編であり、代表作の1つである。当初の連載回数よりも数回延長され、それによって主人公の運命が変わってしまった、という。
父親亡き後、ラップランドより生田家に押しかけ嫁としてやってきた、いちごをめぐる日々の騒動を描いた作品で、前半は生田家の生計にかかわる死活問題や林太郎をめぐる然子との三角関係・いちごの小学校生活、後半はいちごの実家である有馬家での騒動を描いている。

## 登場人物
いちご
主人公。17歳。ラップランドで育ち、ホームステイした林太郎の「遊びにおいで」という言葉を拡大解釈し、父親なき後、林太郎の「嫁」として日本にやって来る。性格は純真無垢。ラップランドで育ったため、来日当初は狩猟で夕食を調達しようとしたり、庭で焚火をして夕食をしようとしたりして、日本社会における常識にかけているところが多々目だっていた。森太郎の配慮で小学校に通うことになるが、フリーセクスという語を誤解して理解していたため騒動を起こし、また生田家の家計を助けるという理由で通わなくなる。ステインの母親から貰ったルビーの指輪を売り、林太郎の父が家計を守るために契約した出版社との契約を解消した。当初は友好的だった然子の関係も、林太郎の高校中退問題を巡って険悪なものになる。
『綿の国星』のチビ猫の原形キャラクターである。
生田林太郎（いくた りんたろう）
生田家の次男。17歳。美形で親切な性格ででクラスの女子にもてもてである。いちごの来日を心から喜ぶが、彼女が真剣に自分の嫁になることを望んでいることを知り、狼狽し、いちごが父親のかわりを自分に求めているだけだと諭す。当初は然子と両思いであったが、フリーセクス事件で日向温に襲われかけたいちごを気遣ったり、連載を失った父親や過労で倒れた兄の姿を目にするうちに、いちごのひたむきさにもひかれてゆく。家計を助けるべく、高校の中退まで考えるようになる。
父親同様、作家を志望しており、有馬家へ行ったいちごを迎えにゆくべく、文学賞入選を目指して頑張るようになる。
『綿の国星』の須和野時夫の原形キャラクターである。
生田木太郎（いくた きたろう）
作家で、森太郎・林太郎の父親。生田家の家計は彼の作品による収入と森太郎のアルバイト代によって支えられている。連載先の会社が倒産し、以来、いちごに「トーサン」と呼ばぬようにと頼んでいる。収入がなくなったため、いちごをラップランドへ帰すための費用が算段できなくなり、道徳の歴史の本の執筆やポルノ小説の掲載で糊口を凌ごうとするが、いちごのことを記した日記が編集者の好評を得て出版され危機を脱する。林太郎の感性を認めているが、息子の応募した作品をほかの作家や自分の小説の寄せ集めであると喝破し、焦りを諌めた。
『さようなら女達』・『綿の国星』・『毎日が夏休み』の父親との共通点があるキャラクターである。
生田森太郎（いくた しんたろう）
生田家の長男。大学生。長髪で、弟同様美男子で、母親に瓜二つの顔立ちである。路銀がなく、故郷に帰れないいちごを当面の間、生田家で預かることを提案し、学校で学びたいと願ういちごに、開明小学校への入学を斡旋する。失職した父親を助けるため、アルバイトを多く掛け持ちするが、母親同様に弱い体質で、彼が過労で倒れたことが林太郎に学校をやめるという決断をさせている。
『バナナブレッドのプディング』の御茶屋峠の原形キャラクターであり、『七月七日に』の奥羽浅葱とも容貌が酷似している。
然子（ぜんこ）
林太郎の幼馴染みで、彼に恋をしていた。渋谷でさまよっていたいちごを最初に生田家に案内している。事情を知り、自分の貯金を切り崩していちごをラップランドへ帰す資金に充てると林太郎に提案している。いちごに自分の服を貸し、お互いにどちらが林太郎のハートを射止めても恨みっこなしだと、初めはいちごにも好意的な対応をとるが、家計を助ける目的での林太郎の高校中退問題が生じた途端、それまでの態度を一変させ、いちごを厄病神扱いするようになり、果物の苺を見ただけでも嫌悪感を抱くようになる。最終的にはいちごの純粋さに負け、林太郎を諦め、いちごとともに自分を捜し、慰めてくれた日向温とつきあうようになる。
美の宮（よしのみや）
森太郎の恋人、婚約者で、キャンパスのアイドル。温和な性格。いちごを襲おうとした日向温を殴り倒した森太郎を見て、自分のところに戻ってこないのではないか、と危懼している。
日向温（ひゅうが おん）
森太郎と同じ大学の学生で、プレイボーイ。通称オオカミ男。あるいはウルフマン。フリーセクスの正しい意味を知ろうとしたいちごを襲い撃退される。その後女装し、森太郎の別れた恋人と偽っていちごに接近する。しかし根はいたって優しい性格であり、林太郎に失恋した然子を慰め、真面目な交際をするようになる。
『バナナブレッドのプディング』の哲学科の学生の原形であり、あるいは作者の元飼い猫の擬人化キャラクター、サバとも容姿が似ている。
周作（しゅうさく）
いちごの小学校でのクラスメイト。1年1組クラス委員長。
あつ子
いちごの小学校でのクラスメイト。
有馬夫人
いちごの祖母。鎌倉在住。
有馬司（ありま つかさ）
いちごの父親。故人。ハンス・クリスチャン・アンデルセンを尊敬していた。
有馬猛（ありま たける）
いちごの義理の従兄。高の息子。自称いちごの婚約者。
有馬高（ありま こう）
いちごの義理の伯父。有馬家の養子で司の3歳上の義兄。
紀薫子（き かおるこ）
有馬猛のとりまきの一人だが、猛に真剣に心を寄せている。
静（しずか）、葵（あおい）
有馬猛のとりまき。
ステーン
有馬司・いちごが世話になっていたラップランド人の息子。
おばちゃん
ステーンの母親。母親亡き後のいちごを育てる。万一のことを考え、いちごにルビーの結婚指輪を託す。

## 解説
- 福田里香はこの作品における「苺」の使い方に恐怖を感じると述べている。それは、1970年代において、ファンシー雑貨に苺のモチーフがたくさんあり、苺はかわいいものであったのが、主人公「いちご」の恋敵である然子が、スーパーでアルバイトしているいちごから苺を詰めた袋を思わずひったくった際に、胸に抱えたっその袋を押し潰して血のようになってしまうという場面で、苺の使い方の演出に仰天させられた、という。苺はその他の大島弓子作品にも登場する重要なモチーフであり、イワン・ツルゲーネフの『初恋』を漫画化した『いちごの庭』、『まだ宵のくち』の主人公「苺子」（まいこ）、『ヒー・ヒズ・ヒム』の苺とビスケットを一緒に食べるとラッカーの味がする挿話、『たそがれは逢魔の時間』のヒロインである、自分のことを「ストロベリー・ジャム」と語る邪夢、『綿の国星』シリーズの『苺苺苺苺（バイバイマイマイ）』などに現れている[3]。

## 単行本
- 『いちご物語』朝日ソノラマ、サンコミックス全2巻、1977年3月20日刊
- 『大島弓子選集第5巻 いちご物語』朝日ソノラマ、1986年3月20日刊
- 『いちご物語』白泉社、白泉社文庫全1巻、1997年9月17日刊